# Liste der Monuments historiques in Aiserey
Die Liste der Monuments historiques in Aiserey führt die Monuments historiques in der französischen Gemeinde Aiserey auf.

## Liste der Immobilien
| Bezeichnung         | Beschreibung                                          | Standort              | Kennzeichnung | Schutzstatus | Datum | Bild |
| ------------------- | ----------------------------------------------------- | --------------------- | ------------- | ------------ | ----- | ---- |
| Ferme aux escaliers | Bauernhof, Gebäudebestand vom 16. bis 19. Jahrhundert | 12 rue du Jura (Lage) | PA00132540    | Inscrit      | 1994  |      |

## Liste der Objekte
| Bezeichnung                           | Beschreibung                                                                   | Standort                      | Kennzeichnung | Schutzstatus | Datum | Bild |
| ------------------------------------- | ------------------------------------------------------------------------------ | ----------------------------- | ------------- | ------------ | ----- | ---- |
| Gemälde Der heilige Bernhard im Gebet | Ölfarbe auf Leinwand, 18. Jahrhundert                                          | in der Kirche St-Aubin (Lage) | PM21004428    | Inscrit      | 2002  |      |
| Skulptur Heiliger Albin von Angers    | Holz, farbig gefasst, 17. Jahrhundert                                          | in der Kirche St-Aubin (Lage) | PM21000011    | Classé       | 1962  |      |
| Skulptur Madonna mit Kind             | Holz, farbig gefasst, 15. Jahrhundert, aus der Werkstatt von Jean de la Huerta | in der Kirche St-Aubin (Lage) | PM21000010    | Classé       | 1916  |      |
| Gemälde eines heiligen Bischofs       | Ölfarbe auf Leinwand, 18. Jahrhundert                                          | in der Kirche St-Aubin (Lage) | PM21004429    | Inscrit      | 2002  |      |
| Gemälde Madonna mit Kind              | Ölfarbe auf Leinwand, 1813 von Naigeon                                         | in der Kirche St-Aubin (Lage) | PM21004427    | Inscrit      | 2002  |      |
| Glocke                                | Bronze, 1593 gegossen                                                          | in der Kirche St-Aubin (Lage) | PM21000012    | Classé       | 1964  |      |